# Perasia dentilinea
Perasia dentilinea är en fjärilsart som beskrevs av William Schaus 1901. Perasia dentilinea ingår i släktet Perasia och familjen nattflyn. Inga underarter finns listade i Catalogue of Life.